# 皮斯基 (日托米爾區)
50°11′7″N 28°46′18″E / 50.18528°N 28.77167°E
皮斯基（烏克蘭語：Піски），是烏克蘭北部的村莊，隸屬日托米爾州的日托米爾區。該村始建於1587年，面積3.14平方公里，海拔高度200米，2001年人口1,469，人口密度每平方公里468.43人。